# (32090) Craigworley
(32090) Craigworley est un astéroïde de la ceinture principale.
Voir également la liste récapitulative de tous les corps nommés par ordre numérique et alphabétique, ainsi que les citations de noms correspondantes pour la plage de numéros de cette liste particulière. De nouveaux noms ne peuvent être ajoutés à cette liste qu'après publication officielle, car l'annonce préalable des noms est condamnée par le Groupe de travail pour la nomenclature des petits corps de l'Union astronomique internationale.

## Description
(32090) Craigworley est un astéroïde de la ceinture principale. Il fut découvert le 28 mai 2000 à Socorro (Nouveau-Mexique) par le projet LINEAR. Il présente une orbite caractérisée par un demi-grand axe de 2,35 UA, une excentricité de 0,13 et une inclinaison de 9,0° par rapport à l'écliptique.

## Compléments